# Ross Lowell
Ross Lowell (* 10. Juli 1926 in New York City, New York; † 10. Januar 2019 in Pound Ridge, New York) war ein US-amerikanischer Erfinder, Kameramann, Fotograf, Beleuchter und Unternehmer.
1959 entwickelte er das Gaffer Tape, das seither weltweit vor allem im Bereich der Bühnen- und Veranstaltungstechnik eingesetzt wird. 1980 wurde Lowell für die Entwicklung einer kompakten Beleuchtung für Filmdreharbeiten mit dem Oscar für technische Verdienste ausgezeichnet.

## Leben
Lowell diente während des Zweiten Weltkriegs als Fotograf in der US Navy. 1948 begann er ein Studium an der Filmschule der UCLA.
Ab den 1950er Jahren war er bei Dreharbeiten verschiedener Film- und Fernsehproduktionen beschäftigt. Bei den mehrmonatigen Dreharbeiten zur 1957er Dokumentation The Delinquents: The Highfields Story, die für Walter Cronkites CBS-Serie The 20th Century in einer Anstalt für jugendliche Straftäter entstand, musste Lowell auf Anforderung des Produzenten Stephen Fleischman die für die Lichtführung benötigte Technik so installieren, dass sie die täglichen Abläufe der Anstalt nicht behindern würde. Lowe kombinierte einen Lampensockel und einen Haltegriff mit einem Kugelgelenk, die einfach an Saugnäpfen oder andere Befestigungsvorrichtungen geklammert werden konnte. Später entwickelte er das System weiter.
Kurz danach gründete er das Unternehmen Lowel-Light Manufacturing, mit dem er vor allem Beleuchtung für die Filmindustrie herstellte. Nachdem John Alcott die von Lowel-Light produzierte Technik in einem Interview mit American Cinematographer im März 1976 explizit gelobt hatte, stiegen die Verkaufszahlen stark an.
Lowell brauchte außerdem ein Klebeband, das klebestark und hitzebeständig war, sich aber trotzdem schnell und rückstandslos wieder entfernen ließ. Er entdeckte schließlich das von Johnson & Johnson hergestellte Permacel-Band, dessen Klebefläche er mit einem silbernen Gewebe kombinierte. Daraus entstand das Gaffer Tape, das sich zu einem weltweiten Standard-Arbeitsmittel im Bereich der Bühnen- und Veranstaltungstechnik entwickelte.
Bei der Oscarverleihung 1980 wurde Lowell für die Entwicklung einer kompakten Beleuchtung für Filmdreharbeiten („for the development of compact lighting equipment for motion picture photography“) mit dem Oscar für technische Verdienste ausgezeichnet. Im selben Jahr war er gemeinsam mit seiner Frau Carol Lowell für Oh Brother, My Brother für den Oscar für den besten Kurzfilm nominiert. Der 16-mm-Kurzfilm zeigte die täglichen Interaktionen und Konflikte der beiden ersten Söhne der Familie.
1987 wurde er mit der John Grierson Gold Medal der Society of Motion Picture and Television Engineers für seine Leistungen, Erfindungen und innovativen Entwicklungen auf dem Gebiet des leichten Beleuchtungs- und Halterungs-Equipments („In recognition of his many achievements, inventions, and innovative developments in the field of lightweight lighting and of grip equipment.“) ausgezeichnet.
Lowell war außerdem ein passionierter Fotograf. Seine Fotografien wurden unter anderem 2010 in seinem Wohnort Pound Ridge ausgestellt.
Er starb am 10. Januar 2019 im Alter von 92 Jahren. Ross Lowell, der insgesamt viermal verheiratet war, hinterließ seine Frau, eine Tochter und drei Söhne, zehn Enkelkinder sowie eine Schwester und zwei Nichten. Zwei seiner Söhne sind die Filmemacher Josh und Brett Lowell, die sich vor allem durch zahlreiche Kletter-Dokumentationen einen Namen gemacht haben.

## Filmografie (Auswahl)
Kameramann
- 1964: To the Fair! (Dokumentarfilm)
- 1964: On the Trail of the Iguana (Dokumentarfilm)
- 1965: William Faulkner’s Mississippi (Dokumentarfilm)
- 1966: The Bell Telephone Hour (Fernsehserie, 1 Episode)
- 1966: A Year Toward Tomorrow (Dokumentarfilm)
- 1967: While I Run This Race (Dokumentarfilm)
- 1967: The Rock (Kurzfilm)
- 1967: Operation Dirty Dozen (Dokumentarfilm)
- 1968: Petulia: The Uncommon Movie (Dokumentarfilm)
- 1970: The Balloon Tree (Kurzfilm)
- 1973: The World Turned Upside Down (Dokumentarfilm)
- 1979: Oh Brother, My Brother (Kurzfilm, auch Drehbuch, Produktion und Regie)
- 1985: The Women of Summer (Dokumentarfilm)

Regie
- 1964: On the Trail of the Iguana (Dokumentarfilm)
- 1970: The Balloon Tree (Kurzfilm)
- 1979: Oh Brother, My Brother (Kurzfilm, auch Drehbuch, Produktion und Kamera)

## Schrift
- Matters of Light and Depth: Creating Memorable Images for Video, Film, and Stills Through Lighting. Lowell Light Manufacturing, 1992, ISBN 978-1-879174-03-0.